# Onmiddellijke aanhouding
De onmiddellijke aanhouding is in België de aanhouding, bevolen door een vonnisgerecht, waarbij een veroordeelde ter zitting in de boeien wordt geslagen en rechtstreeks naar de gevangenis wordt overgebracht. De onmiddellijke aanhouding kan enkel door de rechter bevolen worden bij een veroordeling tot een hoofdgevangenisstraf van drie jaar (in sommige gevallen slechts een jaar) of tot een zwaardere straf, indien er bij de veroordeelde sprake is van onttrekkingsgevaar (m.a.w. vluchtgevaar) of recidivegevaar. De onmiddellijke aanhouding wordt geregeld door artikel 33, § 2 van de wet van 20 juli 1990 betreffende de voorlopige hechtenis.
Indien de veroordeelde niet ter zitting aanwezig is (verstek laat gaan) wordt hij opgespoord en geseind. Zodra hij wordt aangetroffen, wordt hij van zijn vrijheid beroofd en overgebracht naar de dichtstbijgelegen strafinrichting.

## Doel
Normaal gezien kan een verdachte die in eerste aanleg door een vonnisgerecht op tegenspraak veroordeeld wordt tot een gevangenisstraf, niet in de gevangenis worden opgesloten zolang zijn veroordeling niet definitief is (nog geen kracht van gewijsde heeft). De veroordeling wordt definitief wanneer tegen het veroordelend vonnis in eerste aanleg uitgesproken geen hoger beroep meer mogelijk is, of nadat er uitspraak werd gedaan in hoger beroep en de termijn voor de voorziening in cassatie verstreken is, of nadat het Hof van Cassatie de veroordeling heeft bevestigd door de voorziening in cassatie te verwerpen. Er kan dus een hele tijd verstrijken tussen een veroordeling tot een gevangenisstraf en de uitvoering van deze straf. Het gevaar bestaat dan ook altijd dat de veroordeelde in de tussentijd zich aan de uitvoering van de straf zou proberen te onttrekken door bijvoorbeeld naar het buitenland te vluchten. Om dit te verhelpen heeft de wetgever de mogelijkheid tot onmiddellijke aanhouding voorzien. De onmiddellijke aanhouding laat de opsluiting van nog niet definitief veroordeelden toe indien het gevaar bestaat dat ze zich aan hun straf zouden onttrekken. 
Op 21 november 2019 nam de Kamer van volksvertegenwoordigers een wetsvoorstel van Kamerlid Sophie De Wit (N-VA) aan waarmee de onmiddellijke aanhouding voortaan ook kan bevolen worden wanneer het gevaar bestaat dat de veroordeelde nieuwe misdaden of wanbedrijven zou plegen. Het wetsvoorstel wijzigde artikel 33, § 2 van de wet betreffende de voorlopige hechtenis in die zin en trad in werking op 21 december 2019.
De wetswijziging kwam er naar aanleiding van de moord op Julie Van Espen, gepleegd door Steve Bakelmans op 4 mei 2019. Bakelmans was in juni 2017 door de Antwerpse correctionele rechtbank veroordeeld tot vier jaar gevangenisstraf voor een eerder door hem gepleegde verkrachting. De rechtbank beval Bakelmans' onmiddellijke aanhouding niet omdat er geen aanwijzingen zouden zijn geweest dat hij zich aan zijn straf zou proberen te onttrekken. De rechtbank had toen de wettelijk mogelijkheid nog niet om zijn onmiddellijke aanhouding te bevelen omdat er gevaar zou zijn dat hij nieuwe strafbare feiten zou plegen. Bakelmans tekende hoger beroep aan tegen zijn veroordeling bij het Antwerpse hof van beroep, waardoor de tenuitvoerlegging van de gevangenisstraf geschorst werd. Omdat de behandeling van zijn zaak door het hof van beroep ernstige vertraging opliep, was hij nog een vrij man toen hij Julie Van Espen om het leven bracht.

## Noodzakelijke voorwaarden

### Hoofdgevangenisstraf van drie (of een) jaar
De verdachte moet veroordeeld zijn tot een effectieve hoofdgevangenisstraf van drie jaar of tot een zwaardere straf. "Effectief" wil zeggen dat de straf niet met uitstel is opgelegd. Een veroordeling tot een gevangenisstraf van 36 maanden laat de onmiddellijke aanhouding niet toe omdat dit juridisch een minder zware straf is dan een gevangenisstraf van drie jaar. Volgens het Strafwetboek is de duur van een maand gevangenisstraf namelijk 30 dagen; bijgevolg is de duur van een gevangenisstraf van 36 maanden dus 1.080 dagen, terwijl drie jaren in totaal 1.095 dagen tellen. Bij terroristische misdrijven of zedenmisdrijven moet de verdachte echter maar veroordeeld zijn tot een effectieve hoofdgevangenisstraf van een jaar of tot een zwaardere straf, opdat de onmiddellijke aanhouding toegelaten is. Hier geldt eveneens het principe dat een gevangenisstraf van 12 maanden een minder zware straf is dan een gevangenisstraf van een jaar; bij een veroordeling tot een gevangenisstraf van 12 maanden is de onmiddellijke aanhouding dus niet toegelaten.
Indien op verzet of hoger beroep de straf verminderd wordt tot minder dan drie jaar (of een jaar bij terroristische misdrijven of zedenmisdrijven), kan het hof of de rechtbank, met eenparigheid van stemmen, op vordering van het Openbaar Ministerie en na de beklaagde en zijn raadsman te hebben gehoord als zij aanwezig zijn, de gevangenhouding handhaven. 
Tot voor 2018 gold nog dat bij alle veroordelingen tot een effectieve hoofdgevangenisstraf van een jaar of tot een zwaardere straf de onmiddellijke aanhouding kon bevolen worden. Door een wetsontwerp van toenmalig minister van Justitie Koen Geens (CD&V), dat op 14 december 2017 door de Kamer van volksvertegenwoordigers werd aangenomen, werd de drempel verhoogd tot drie jaar. De wijziging trad in werking op 21 januari 2018. De reden voor de wijziging was dat de onmiddellijke aanhouding vaak werd uitgesproken bij verdachten die verstek lieten gaan, maar die na het aantekenen van verzet meestal een straf lager dan een jaar gevangenisstraf kregen. Bovendien werden gevangenisstraffen van minder dan drie jaar vaak buiten de gevangenis uitgevoerd in de vorm van bijvoorbeeld elektronisch toezicht. De toepassing van de onmiddellijke aanhouding op deze veroordeelden zou daarom weinig zin hebben.
Het Hof van Cassatie had in april 2000 geoordeeld dat wanneer het gedeelte van de gevangenisstraf dat de veroordeelde moest ondergaan een jaar bedraagt of te boven gaat, dat de toekenning van een uitstel voor een ander gedeelte van die straf de onmiddellijke aanhouding van de veroordeelde niet in de weg stond.

### Onttrekkingsgevaar of recidivegevaar
Het moet te vrezen zijn dat de beklaagde of de beschuldigde zich aan de uitvoering van de straf zou pogen te onttrekken of dat hij nieuwe misdaden of wanbedrijven zou plegen. De beslissing van het gerecht dat de onmiddellijke aanhouding beveelt, moet bovendien nader aangeven welke omstandigheden van de zaak die vrees bepaaldelijk wettigen.

### Vordering van het Openbaar Ministerie
Het Openbaar Ministerie moet de onmiddellijke aanhouding steeds vorderen. Het vonnisgerecht kan de onmiddellijke aanhouding dus niet ambtshalve bevelen. 
Volgens rechtspraak van het Hof van Cassatie zou de onmiddellijke aanhouding voor het eerst in hoger beroep kunnen worden bevolen wanneer het Openbaar Ministerie hoger beroep heeft ingesteld. Zij zou niet voor het eerst in hoger beroep kunnen uitgesproken worden wanneer alleen de verdachte hoger beroep heeft ingesteld.

## Afzonderlijk debat
Over de onmiddellijke aanhouding wordt een afzonderlijk debat gehouden, onmiddellijk na de uitspraak van de straf. De beklaagde of de beschuldigde en zijn raadsman worden gehoord als ze aanwezig zijn, waarna het gerecht beslist. 

## Geen hoger beroep of verzet
Tegen de beslissingen over de onmiddellijke aanhouding staat wettelijk geen hoger beroep en geen verzet open.
Het Hof van Cassatie oordeelde in april 2000 dat een bevel tot onmiddellijke aanhouding, dat samengaat met een strafrechtelijke veroordeling, geen beslissing is die losstaat van de veroordelende beslissing zelf. Het vormt daarmee één geheel; wanneer het veroordelend vonnis niet definitief is, is een voorziening in cassatie tegen het bevel tot onmiddellijke aanhouding voorbarig en dus niet ontvankelijk. In 2016 werd deze rechtspraak gecodificeerd door artikel 139 van de "Potpourri II-wet" van toenmalig minister van Justitie Koen Geens, dat artikel 33, § 2 van de wet betreffende de voorlopige hechtenis in die zin wijzigde. Cassatie kan dus enkel tegen een bevel tot onmiddellijke aanhouding ingesteld worden als er ook cassatie tegen de veroordelende beslissing wordt ingesteld.
Volgens andere rechtspraak van het Hof van Cassatie, zal de vernietiging van de beslissing waarbij de verdachte wordt veroordeeld de vernietiging meebrengen van de beslissing waarbij de onmiddellijke aanhouding van de verdachte wordt bevolen.

## Onmiddellijke opsluiting bij internering
Wanneer de onderzoeks- of vonnisgerechten iemand interneren, kunnen zij op vordering van de procureur des Konings de onmiddellijke opsluiting van de betrokkene bevelen in twee gevallen:
- Indien te vrezen is dat de betrokkene zich aan de uitvoering van de veiligheidsmaatregel zou proberen te onttrekken.
- Indien te vrezen is dat de betrokkene een ernstig en onmiddellijk gevaar voor de fysieke of psychische integriteit van derden of voor zichzelf zou vormen.